# Augustus (paquebot de 1927)
Pour les articles homonymes, voir Augustus.
L'Augustus est un paquebot transatlantique italien mis en service par la Navigazione Generale Italiana en 1927. Il reste jusqu'à son naufrage durant la Seconde Guerre mondiale le plus grand paquebot propulsé par des moteurs diesel au monde. Il est construit dans les années 1920 par les chantiers Ansaldo aux côtés de son jumeau le Roma, pour sa part propulsé à la vapeur.
Après douze ans de carrière, d'abord pour la Navigazione Generale Italiana, puis pour l'Italian Line, l'Augustus est réquisitionné pour servir à l'effort de guerre en 1939. Renommé Falco puis Spaviero, le navire est remis en chantier pour être transformé en porte-avions. Le projet avorte cependant, et le navire, récupéré par les Allemands, est finalement sabordé afin de bloquer la rade de Gênes pour retarder les Alliés. Renfloué en 1946, il est démoli dans la foulée.